# Festival de Cinema Budista de Catalunya
El Festival de Cinema Budista de Catalunya (abreujat FCBC) és una mostra de cinema no competitiva de temàtica budista celebrada a Barcelona des de 2022.
Té com a fi reivindicar els valors i conceptes del budisme, com la no-violència, la interdependència de tots els éssers vius i el respecte pel medi ambient. Els films que s'exposen incideixen en la crisi climàtica, la justícia social, l'educació i la igualtat de gènere. També tracten temes presents en la tradició budista com ara la reencarnació, el bard, el patiment i la vida monàstica.
És organitzat per la Coordinadora Catalana d’Entitats Budistes i la Fundació Dharma-Gaia, amb el suport de l'Ajuntament de Barcelona i la Generalitat de Catalunya. A més, el festival compta amb la col·laboració de la Buddhist Film Foundation, que produeix el Festival Internacional de Cinema Budista, celebrat en diverses ciutats del món des de l’any 2003.
No s'hi atorguen guardons ni se separen els films per categoria. Es projecten les pel·lícules en versió original amb subtítols en català o en castellà. A més, en algunes sessions es duen a terme col·loquis o taules rodones després del visionatge.

## 1a edició
La primera edició del festival va tenir lloc als Cinemes Verdi Park de Barcelona entre el 19 i el 23 d'octubre del 2022. Montse Castellà en va ser la directora. Hi van assistir en qualitat de convidats o moderadors de col·loquis la lama Lama Guelongma Tsondru, l'activista trans budista Sofía Bengoetxea, el psicòleg Joaquim Soler Ribaudi, la investigadora Perla Kaliman, la professora Pilar Aguilera, l'escriptor Agustí Pàniker, l'editor David Barba, la mestra zen Berta Meneses i el polític i activista cultural tibetà Thubten Wanchen. La programació va ser la següent:
| Títol original o internacional                | Direcció            | País de producció    |
| --------------------------------------------- | ------------------- | -------------------- |
| Grüße aus Fukushima                           | Doris Dörrie        | Alemanya             |
| The Geshema Is Born                           | Malati Rao          | Índia Nepal          |
| Lopon                                         | Everardo González   | Mèxic                |
| Lunana: A Yak in the Classroom                | Pawo Choyning Dorji | Bhutan               |
| Looking for a Lady With Fangs and a Moustache | Khyentse Norbu      | Nepal Mèxic Singapur |
| Happy Teachers Will Change the World          | Wouter Verhoeven    | Països Baixos        |
| The Monk and the Fly                          | Matthew Darragh     | Irlanda              |
| Descending the Mountain                       | Maartje Nevejan     | Països Baixos        |
| Dear Earth                                    | Wouter Verhoeven    | Països Baixos        |

## 2a edició
Se'n va realitzar la segona edició als Cinemes Verdi Park mateix entre el 23 i el 27 d'octubre del 2024. Alguns dels convidats a les sessions van ser el neurocientífic Àlex Gómez-Marín, el doctor Manuel Sans Segarra, la metgessa Luján Comas i l’editor Agustí Paniker. La convidada d'honor de l'edició va ser la directora i productora executiva estatunidenca Rosemary Rawcliffe. La programació del 2024 va ser la següent:
| Títol original o internacional                                      | Direcció            | País de producció                                    |
| ------------------------------------------------------------------- | ------------------- | ---------------------------------------------------- |
| The Great 14th: Tenzin Gyatso, The 14th Dalai Lama In His Own Words | Rosemary Rawcliffe  | Estats Units                                         |
| The Departure                                                       | Lana Wilson         | Estats Units                                         |
| The Monk and the Gun                                                | Pawo Choyning Dorji | Bhutan Rep. de la Xina França Estats Units Hong Kong |
| Samsara                                                             | Lois Patiño         | Espanya                                              |
| On the Road                                                         | Lee Chang-jae       | Corea del Sud                                        |
| Pig at the Crossing                                                 | Khyentse Norbu      | Bhutan                                               |
| Zen for Nothing                                                     | Werner Penzel       | Alemanya Suïssa                                      |
| Tukdam, Between Worlds                                              | Donagh Coleman      | Nepal                                                |